# 2. ŽNL Primorsko-goranska 2018./19.
2. ŽNL Primorsko-goranska u sezoni 2018./19. predstavlja 2. stupanj županijske lige u Primorsko-goranskoj županiji, te ligu šestog stupnja hrvatskog nogometnog prvenstva. 
  
U ligi je sudjeluje 10 klubova.

## Sudionici
- Gomirje
- Goranin Delnice
- Goranka Ravna Gora
- Lošinj (Mali Lošinj)
- Mrkopalj
- Polet Skrad
- Snježnik Gerovo
- Vrbovsko
- Zamet Rijeka
- Željezničar Moravice

## Ljestvica
| mj. | klub                 | ut. | pob. | ner. | por. | gol+ | gol- | bod     |
| --- | -------------------- | --- | ---- | ---- | ---- | ---- | ---- | ------- |
| 1.  | Goranin Delnice      | 18  | 15   | 1    | 2    | 78   | 12   | 46      |
| 2.  | Lošinj (Mali Lošinj) | 18  | 15   | 2    | 1    | 62   | 14   | 41 (-6) |
| 3.  | Gomirje              | 18  | 9    | 2    | 7    | 46   | 36   | 29      |
| 4.  | Zamet Rijeka         | 17  | 8    | 2    | 7    | 40   | 35   | 26      |
| 5.  | Polet Skrad          | 18  | 7    | 3    | 8    | 22   | 36   | 24      |
| 6.  | Goranka Ravna Gora   | 17  | 7    | 1    | 9    | 34   | 40   | 22      |
| 7.  | Željezničar Moravice | 18  | 6    | 3    | 9    | 32   | 43   | 21      |
| 8.  | Vrbovsko             | 18  | 4    | 5    | 9    | 26   | 53   | 16 (-1) |
| 9.  | Snježnik Gerovo      | 18  | 4    | 1    | 13   | 21   | 54   | 12 (-1) |
| 10. | Mrkopalj             | 18  | 1    | 6    | 11   | 18   | 56   | 9       |

- ljestvica bez rezultata 1 utakmice

## Rezultatska križaljka
Ažurirano: 18. lipnja 2019. 
| kratica | klub                 | GOM | GORD | GORG | LOŠ | MRK | POL      | SNJE     | VRB      | ZAM | ŽELJ |
| --- | -------------------- | --- | ---- | ---- | --- | --- | -------- | -------- | -------- | --- | ---- |
| GOM | Gomirje              |     | 0:6  | 3:2  | 1:2 | 4:0 | 7:0      | 6:1      | 2:2      | 4:1 | 2:1  |
| GORD | Goranin Delnice      | 5:0 |      | 3:1  | 2:0 | 3:0 | 4:0      | 7:0      | 8:1      | 6:0 | 5:1  |
| GORG | Goranka Ravna Gora   | 5:1 | 0:3  |      | 0:8 | 2:0 | 0:0      | 3:1      | 0:4      |     | 3:0  |
| LOŠ | Lošinj (Mali Lošinj) | 1:0 | 1:1  | 3:1  |     | 4:2 | 3:0 p.f. | 3:0 p.f. | 6:1      | 4:0 | 5:0  |
| MRK | Mrkopalj             | 2:6 | 1:11 | 3:2  | 0:6 |     | 1:1      | 1:1      | 1:1      | 1:1 | 2:2  |
| POL | Polet Skrad          | 0:5 | 2:1  | 0:1  | 3:4 | 2:1 |          | 0:3      | 3:0 p.f. | 2:0 | 4:2  |
| SNJE | Snježnik Gerovo      | 2:1 | 0:6  | 2:5  | 0:2 | 3:0 | 0:1      |          | 0:3      | 1:3 | 5:3  |
| VRB | Vrbovsko             | 1:1 | 1:4  | 2:5  | 0:4 | 2:0 | 2:0      | 3:1      |          | 0:4 | 1:3  |
| ZAM | Zamet Rijeka         | 1:2 | 2:0  | 4:2  | 1:4 | 4:1 | 1:1      | 6:1      | 8:1      |     | 0:3  |
| ŽELJ | Željezničar Moravice | 4:1 | 2:3  | 3:2  | 2:2 | 1:0 | 1:3      | 1:1      | 1:1      | 2:4 |      |
| |                      |     |      |      |     |     |          |          |          |     |      |
| podebljan rezultat - utakmice od 1. do 9. kola (1. utakmica između klubova) rezultat normalne debljine - utakmice od 10. do 18. kola (2. utakmica između klubova) rezultat nakošen - nije vidljiv redoslijed odigravanja međusobnih utakmica iz dostupnih izvora rezultat nakošen i smanjen * - iz dostupnih izvora nije uočljiv domaćin susreta prekrižen rezultat - poništena ili brisana utakmica p - utakmica prekinuta 3:0 p.f. / 0:3 p.f. - rezultat 3:0 bez borbe |                      |     |      |      |     |     |          |          |          |     |      |

 Izvori: 

## Unutrašnje poveznice
- 2. ŽNL Primorsko-goranska

## Vanjske poveznce
- nspgz.hr - Nogometni savez primorsko-goranske županije
- Grevagol - NS Rijeka  Arhivirana inačica izvorne stranice od 11. srpnja 2017. (Wayback Machine)
- sportcom.hr, 1.A/B ŽNL / 2. ŽNL Primorsko-goranska